# Staatsgefängnis Vridsløselille

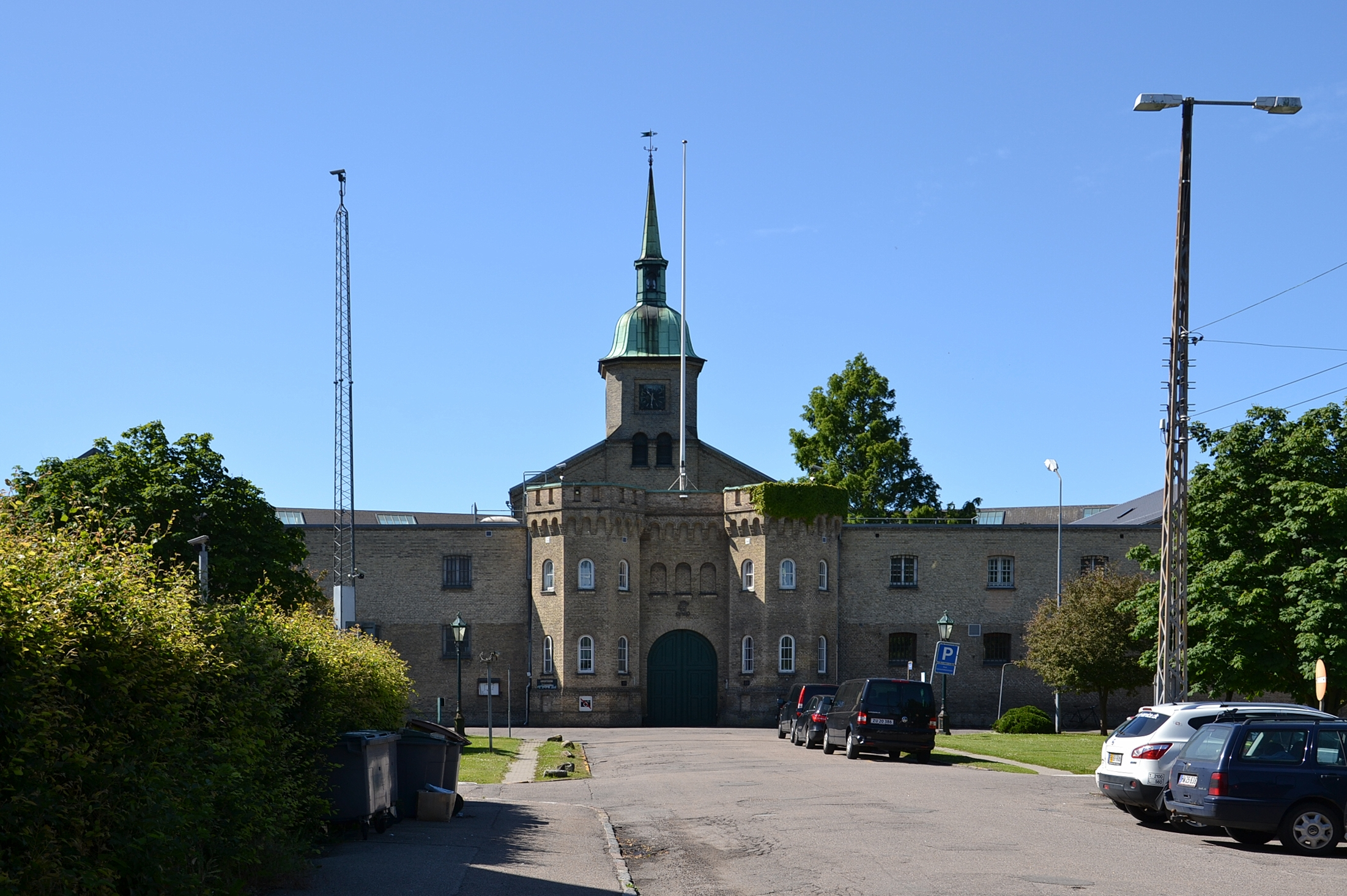
Der Eingang zum Staatsgefängnis Vridsløselille in Albertslund, aufgenommen im Juli 2015. Den Weg vom Haupttor des Gefängnisses ging Egon Olsen von der dänischen Olsenbande stets nach seiner Freilassung.

Das Staatsgefängnis in Vridsløselille (dänisch: Statsfængslet i Vridsløselille) ist eine ehemalige Haftanstalt mit einem geschlossenen Strafvollzug, die in der Ortschaft Albertslund der Albertslund-Kommune liegt, welche zur Region Hovedstaden in Dänemark gehört. Die Haftanstalt bzw. die Ortschaft liegt etwa 14 km westlich des Kopenhagener Stadtzentrums. Benannt wurde das Gefängnis nach dem ehemaligen Dorf Vridsløselille, das heute zur Kleinstadt Albertslund gehört. Es war von 1859 bis 2016 in Betrieb.
Das Gefängnis diente zur Unterbringung von Straftätern im geschlossenen Strafvollzug sowie von Untersuchungshäftlingen. Es hatte  eine Kapazität von 241 Insassen. Im Jahr 2012 war es mit 221 Inhaftierten belegt. In der Haftanstalt waren nur Männer ab einer Altersgrenze von 23 Jahren, die von der dänischen Insel Seeland bzw. der Region Sjælland stammen, untergebracht. Die Mehrheit der Insassen saß langjährige Haftstrafen ab, wobei etwa 40 Prozent der Insassen acht Jahre Haft oder mehr zu verbüßen hatten.

## Geschichte
1859 wurde das Gefängnis zur Verbesserung der Unterbringung verurteilter Häftlinge nach dem „Philadelphia-System“ in Betrieb genommen. Dazu gehörte eine ganztägige totale Isolation der Gefangenen, mit dem Ziel, diesen Zeit zu geben, ihre Sünden zu bereuen und sich wieder mit Gott zu versöhnen; außerdem sollte so ein möglicher negativer Einfluss von Mitgefangenen, die schwerere Delikte verübt hatten, vermieden werden.
Die gesamte Haftstrafe wurde von den Gefangenen somit in einer Gefängniszelle verbüßt, wo sie sich auch bei der Arbeit und in der Freizeit aufhielten. Wenn sich die Gefangenen außerhalb ihrer Zellen bewegten, mussten sie eine Maske tragen, damit sie von den anderen Gefangenen unerkannt und geschützt blieben. Die Maskenstrafe wurde bis 1924 aufrechterhalten. Danach war bis zum Zweiten Weltkrieg das Tragen einer Maske auf freiwilliger Basis möglich.
Jedes Gespräch und jeglicher Kontakt zwischen den Gefangenen war verboten. In der Schule der Haftanstalt und in der Gefängniskirche war es ihnen unmöglich, sich gegenseitig zu sehen. Man teilte die entsprechenden Räumlichkeiten in verschiedene kleine Buchten auf, so dass es nur den Lehrern, Priestern und dem Aufsichtspersonal möglich war, die Gefangenen zu überblicken.
Das Isolationsprinzip im Gefängnis von Vridsløselille wurde besonders im 19. Jahrhundert stark gepflegt.
Ursprünglich war geplant, die Haftanstalt bis Anfang 2017 aufzulösen und die Gefangenen in ein neues Gefängnis bei Nørre Alslev auf der Insel Falster zu verlegen. Nach massiven Sicherheitsproblemen begann die Verlegung der Häftlinge letztlich bereits im November 2015. Am 20. Januar 2016 verließen die letzten Gefangenen das Gefängnis. Seither wird das Gebäude als Asylbewerberunterkunft genutzt.

## Gefängnisflucht
Die spektakulärste Flucht aus dem Vridsløselille-Gefängnis fand am 27. August 1995 statt, als ein Fluchthelfer mit einem Radlader ein 13 Meter breites Loch in die Ringmauer des Staatsgefängnisses riss. Hinter dieser Flucht stand der einsitzende „Verbrecherkönig“ Lars Hitchinson Hansen, auch bekannt als der „Weiße Lars“ („Hvide Lars“). Insgesamt 13 Gefangenen gelang die Flucht.
Der lebenslang verurteilte dänische Räuber Brian Bo Larsen versuchte insgesamt zwanzigmal, aus dem Staatsgefängnis zu entkommen. Zuletzt gelang es ihm in der Nacht vom 12. zum 13. Dezember 2014 zu fliehen. Larsen floh durch ein Fenster und zersägte dabei die Gitterstäbe. Anschließend seilte er sich vom Fenster und, mit Hilfe eines zweiten eingeschmuggelten Seils, über das Dach des Gefängnisses 15 m nochmals nach unten ab. Bereits 2005 war er unter Mithilfe von Komplizen bei der Kopenhagener Stadtreinigung in einem Müllbehälter entkommen.

## Olsenbande

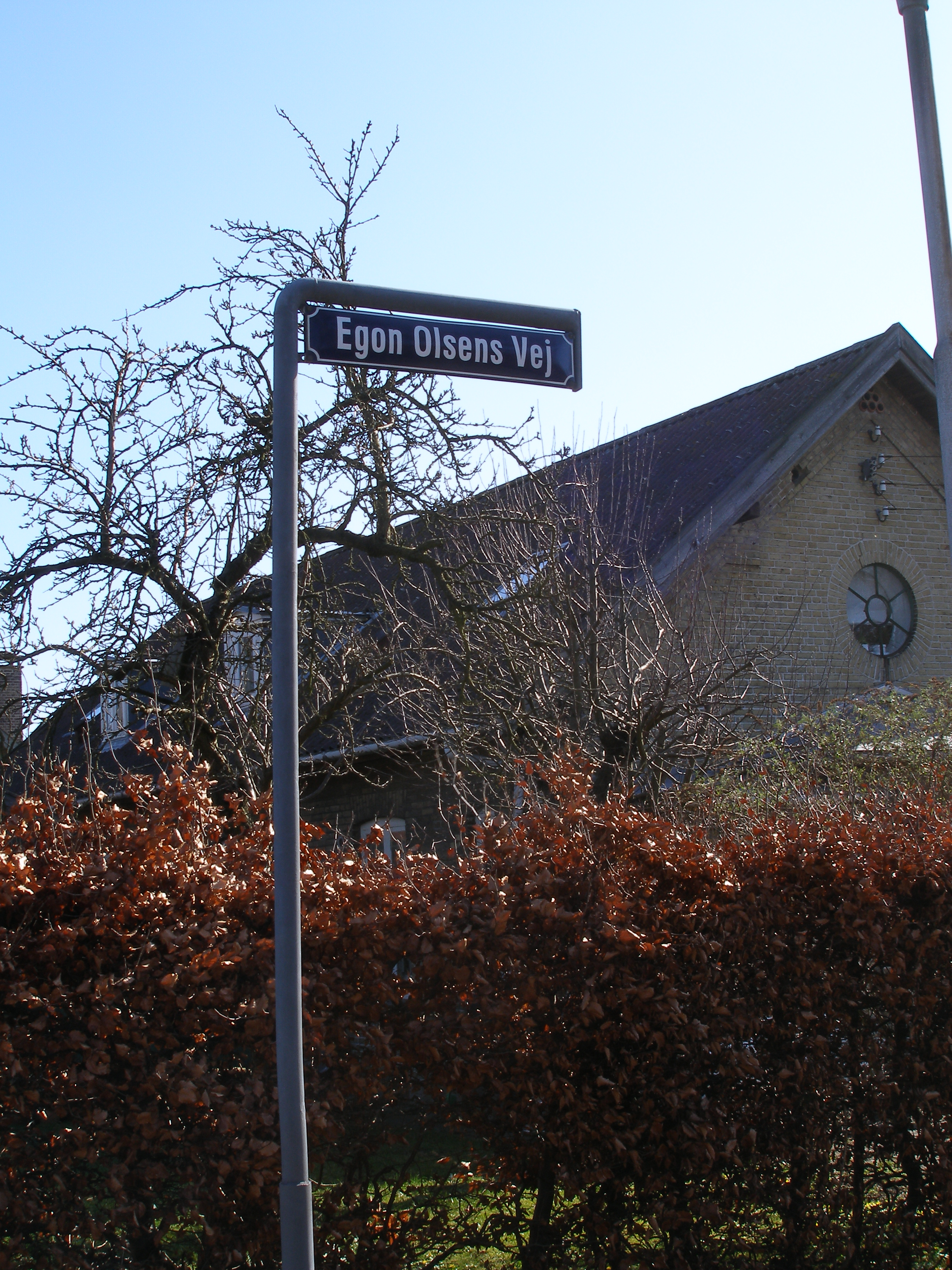
Egon Olsens vej (Egon-Olsen-Weg)

Einer breiten Öffentlichkeit in Dänemark und darüber hinaus wurde das Staatsgefängnis durch die Olsenbande-Filme von Erik Balling und Henning Bahs bekannt. Die Filme dieser Reihe begannen und endeten meist vor dem Haupteingang des Gefängnisses.
2004 wurde nach dem Tod von Ove Sprogøe, des Darstellers des titelgebenden Egon Olsen, ein Teil der Straße vor dem Gefängnis offiziell in Egon Olsens vej (Egon-Olsen-Weg) umbenannt; der Rest bis zum Gefängnis heißt weiterhin Fængselsvej (Gefängnisweg).